# Сюита для фортепиано (Шёнберг)

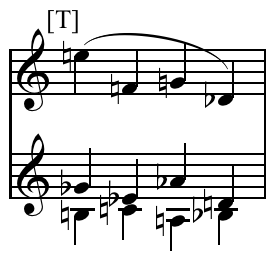
Аккордовая серия, в которой нижний голос является инверсией монограммы B-A-C-H: HCAB.

Сюита для фортепиано (нем. Suite für Klavier), соч. 25 ― додекафоническая пьеса Арнольда Шёнберга, написанная между 1921 и 1923 годами. Основная серия сюиты состоит из следующих звуков: E–F–G–D♭–G♭–E♭–A♭–D–B–C–A–B♭. Впервые композиция была исполнена учеником Шёнберга Эдуардом Штейерманом в Вене 25 февраля 1924 года.
В данной работе Шёнберг впервые применяет технику транспозиции и инверсии серии, а также ракоходной имитации.

## Структура
По форме и стилю произведение перекликается с барочными сюитами. Сочинение состоит из шести частей:
1. Präludium (Прелюдия)
2. Gavotte (Гавот) ― включает монограмму B-A-C-H
3. Musette (Мюзет)
4. Intermezzo (Интермеццо)
5. Menuet et trio (Менуэт и трио)
6. Gigue (Жига)

Типичное исполнение всей сюиты занимает около 16 минут.